# Zvolen (distrito)
O Distrito de Zvolen (eslovaco: Okres Zvolen) é uma unidade administrativa ds Eslováquia Central, situado na Banská Bystrica (região), com 67.650 habitantes (em 2003) e uma superfície de 759 km². 

## Demografia
| Ano:        | 1994   | 2004   | 2014   | 2024   |
| ----------- | ------ | ------ | ------ | ------ |
| Broj ljudi: | 67 753 | 67 678 | 69 009 | 65 370 |
| Razlika:    |        | -0,11% | +1,96% | -5,27% |

| Ano:               | 2023   | 2024   |
| ------------------ | ------ | ------ |
| Número de pessoas: | 65 578 | 65 370 |
| Diferença:         |        | -0,31% |

## Cidades
- Sliač
- Zvolen (capital)

## Municípios
- Babiná
- Bacúrov
- Breziny
- Budča
- Bzovská Lehôtka
- Dobrá Niva
- Dubové
- Hronská Breznica
- Kováčová
- Lešť
- Lieskovec
- Lukavica
- Michalková
- Očová
- Ostrá Lúka
- Pliešovce
- Podzámčok
- Sása
- Sielnica
- Tŕnie
- Turová
- Veľká Lúka
- Zvolenská Slatina
- Železná Breznica